# Thomas Gür
Cumhur-Thomas Doğan Gür, född 28 oktober 1959 i Isparta i Turkiet, är en svensk ekonom, kommunikatör, företagare och borgerlig debattör.

## Biografi
Gür har under många år varit aktiv i debatten kring migrationsfrågor, välfärd och ekonomisk utveckling. Sedan 2009 är han styrelseledamot av juristbyrån Centrum för rättvisa. Han är sedan 2020 styrelseordförande för friskolekoncernen Tellusgruppen.
Thomas Gür grundade, tillsammans med bland andra Paulina Neuding, webbtidningen Bulletin, som lanserades i december 2020. Den 18 mars 2021 meddelade Gür via sitt Facebookkonto att han inte längre avsåg medverka i Bulletin och att hans engagemang i tidningen var ett av hans livs största professionella missbedömningar. Han har också varit medlem i redaktionsrådet för Axess Magasin och styrelseordförande i insamlingsstiftelsen Kvartal som ger ut Tidskiften Kvartal. 
Tidigare har Gür varit kolumnist, journalist och redaktör i flera medier, bland annat Finanstidningen, Östgötacorrespondenten, Svenska Dagbladet, Dagens Nyheter, Axess TV och Sveriges Radio. Han har också varit pressekreterare på Näringsdepartementet under regeringen Carl Bildt, informationschef inom byggsektorn, presschef hos Överbefälhavaren och har tidigare tjänstgjort som press- och informationsofficer vid den svenska FN-kontingenten i Libanon. Han var även press- och kampanjstabschef för Ja till Europa-kampanjen. 
Gür har en filosofie kandidatexamen i nationalekonomi och ekonomisk historia. Han är en av Sveriges främsta kännare av Thomas Sowell.

### Almedalsveckan 2018
Under Almedalsveckan i Visby 2018 presenterade han på kyrkbacken utanför stadens domkyrka ett anförande med titeln "9,5 teser om integrationen" – med underrubriken "Så får vi bukt med problemen fram till valet 2038". Anförandet kom att störas av att domprosten i Visby, Mats Hermansson, ringde i domkyrkans klockor – något Hermansson senare sagt sig ångra. Användandet av kyrkans klockor för att störa en debattör fördömdes från många håll, av bland andra Tove Lifvendahl, Antje Jackelén och Carl Bildt, medan Aftonbladets Jonna Sima framförde att "Visby domprost är ett föredöme". Gür har därefter presenterat sitt seminarium på ledarplats bland annat i tidningen Göteborgs-Posten.

### Familj
Thomas Gür är bror till regissören Dilek Gür.